# Roodrugdwergijsvogel
De roodrugdwergijsvogel (Ceyx rufidorsa) is een vogel uit de familie van de ijsvogels (Alcedinidae). De wetenschappelijke naam van de soort werd in 1847 gepubliceerd door de Engelse natuuronderzoeker Hugh Edwin Strickland. Deze soort komt voor in tropisch regenwoud in Zuidoost-Azië.

## Veldkenmerken
De roodrugdwergijsvogel is gemiddeld 13 cm lang. De vogel heeft een gele borst en buik en is donkerrood tot rozerood op de vleugels. De rug en de stuit zijn roze-rood; de snavel is vrij fors en oranjerood evenals de bovenkant van de kop.

## Verspreiding en leefgebied
De IOC World Bird List onderscheidt vijf ondersoorten:
- C. r. rufidorsa: Het schiereiland Malakka en de eilanden Sumatra, Bangka, Belitung, Java, Borneo (het noordoosten uitgezonderd) en de Kleine Soenda-eilanden tot aan Flores en Pantar.
- C. r. motleyi: noordoostelijk deel van Borneo en eilanden ten noorden.
- C. r. captus: Nias (westelijk van Sumatra)
- C. r .jungei: Batoe-eilanden en Simeulue
- C. r. vargasi: Lubang, Mindoro (Filipijnen)

De soort is een ijsvogel van ondergroei in primair en secundair regenwoud in laagland tot op 1200 m boven zeeniveau. Soms ook in mangrovebos en moerasbos, maar vaak ook ver uit de buurt van water.

## Status
De soort heeft een groot verspreidingsgebied en de grootte van de populatie is niet gekwantificeerd. De populaties gaan door ontbossingen in aantal achteruit. Echter, het tempo ligt onder de 30% in tien jaar (minder dan 3,5% per jaar). Om deze redenen staat deze dwergijsvogelsoort als niet bedreigd op de Rode Lijst van de IUCN.